# Хошк-е-Рудбар
Хошк-е-Рудбар (перс. خشك رودبار) — село в Ірані, у дегестані Зіябар, в Центральному бахші, шагрестані Совмее-Сара остану Ґілян. За даними перепису 2006 року, його населення становило 419 осіб, що проживали у складі 108 сімей.

## Клімат
Середня річна температура становить 13,94°C, середня максимальна – 27,67°C, а середня мінімальна – -1,50°C. Середня річна кількість опадів – 781 мм.
| Клімат поселення                              | Клімат поселення | Клімат поселення | Клімат поселення | Клімат поселення | Клімат поселення | Клімат поселення | Клімат поселення | Клімат поселення | Клімат поселення | Клімат поселення | Клімат поселення | Клімат поселення | Клімат поселення |
| Показник                                      | Січ.             | Лют.             | Бер.             | Квіт.            | Трав.            | Черв.            | Лип.             | Серп.            | Вер.             | Жовт.            | Лист.            | Груд.            |                  |
| Середній максимум, °C                         | 8,00             | 8,87             | 11,87            | 17,50            | 21,97            | 25,12            | 27,67            | 27,42            | 24,60            | 20,94            | 16,35            | 11,96            |                  |
| Середня температура, °C                       | 3,24             | 4,14             | 7,13             | 12,76            | 17,21            | 20,38            | 23,24            | 22,98            | 20,17            | 16,51            | 11,92            | 7,54             |                  |
| Середній мінімум, °C                          | −1,5             | −0,63            | 2,38             | 8,02             | 12,49            | 15,64            | 18,81            | 18,55            | 15,74            | 12,10            | 7,49             | 3,11             |                  |
| Норма опадів, мм                              | 80               | 65               | 67               | 54               | 38               | 23               | 12               | 34               | 77               | 115              | 96               | 120              |                  |
| Середньомісячна швидкість вітру, м/с          | 2.30             | 2.39             | 2.40             | 2.30             | 2.30             | 2.60             | 2.52             | 2.39             | 2.19             | 2.00             | 1.96             | 1.94             |                  |
| Середньомісячна сонячна радіація, кДж/м²·день | 6853             | 9061             | 11186            | 15857            | 20142            | 22945            | 23647            | 20060            | 16383            | 11184            | 8545             | 6596             |                  |
| --------------------------------------------- | ---------------- | ---------------- | ---------------- | ---------------- | ---------------- | ---------------- | ---------------- | ---------------- | ---------------- | ---------------- | ---------------- | ---------------- | ---------------- |
| Джерело:                                      |                  |                  |                  |                  |                  |                  |                  |                  |                  |                  |                  |                  |                  |